# Wichtie
Wichtie lub Wichty (ukr. Віхті) – wieś na Ukrainie w rejonie lwowskim (wcześniej w rejonie żółkiewskim) obwodu lwowskiego.

## Historia
Pod koniec XIX w. przysiółek wsi Ławryków w powiecie rawskim.